# Balthus
Balthus, pseudónimo de Balthasar Klossowski (29 de fevereiro de 1908 – 18  de fevereiro de 2001), foi um artista plástico francês de origem polaca.
Em toda a sua carreira, Balthus rejeitou as convenções usuais do mundo da arte. Insistia que as suas pinturas deviam ser vistas, e não lidas, e resistiu a todas as tentativas para elaboração de um perfil biográfico. Por exemplo, em 1968, num telegrama enviado à Tate Gallery, quando da preparação da retrospectiva da sua obra, escreveu: "SEM DETALHES BIOGRÁFICOS. INÍCIO: BALTHUS É UM PINTOR SOBRE QUEM NADA SE CONHECE. VEJAMOS ENTÃO AS PINTURAS. CUMPRIMENTOS. B."

## Biografia

### Primeiros anos
Nasceu em Paris, mas a sua família, devido às suas origens polaco-prussianas, refugiou-se na Suíça durante a Primeira Guerra Mundial. Seus pais separam-se pouco depois, e Balthus passou a infância com o irmão mais velho, Pierre, na região de Genève, ao lado da mãe, que convivia com Rainer Maria Rilke.
O seu pai, Erich Klossowski, um conhecido historiador de arte que escreveu uma monografia sobre Daumier, e a sua mãe, a pintora Baladine Klossowska, faziam parte da elite cultural de Paris. O irmão mais velho de Balthus,  Pierre Klossowski, foi um filósofo e escritor influenciado pela teologia e pela obra do Marquês de Sade. Entre os amigos e visitantes dos Klossowski contavam-se escritores famosos como André Gide e Jean Cocteau, tendo este tido inspiração para o seu romance Les Enfants Terribles (1929) quando das suas visitas à família de Balthus.
A mãe de Balthus reencontra o poeta Rilke em 1919, quando o jovem Balthasar Klossowski tinha 11 anos. Dois anos depois, em 1921, o jovem artista publica o seu primeiro livro de desenhos, Mitsou, com o apoio do seu mentor, Rilke, que escreve o prefácio. O tema da história antecipa a seu fascínio pelos gatos, de que é exemplo o seu autorretrato de 1935 The King of Cats. O jovem assina o livro como «Baltusz» (como o tratavam na época), que mais tarde transformaria em «Baltus» e, finalmente, «Balthus».
Na sua adolescência, reencontra numerosas figuras das relações da sua mãe e de Rilke que os vinham visitar, designadamente André Gide, Maurice Denis e Pierre Bonnard.
Em 1926 visitou Florença, onde copiou frescos de Piero della Francesca, que inspirou uma das primeiras obras (1927) do jovem pintor: a pintura em têmpera das paredes da igreja protestante de Beatenberg na Suíça. De 1930 a 1932 viveu em Marrocos, que estava sob o domínio francês, tendo sido alistado no exército em Kenitra e Fez, trabalhado como secretário, e foi quando esboçou a sua obra La Caserne (1933).

### Jovem artista em Paris
Em 1933 foi para Paris onde teve estúdio primeiro na Rue de Furstemberg e mais tarde na Cour de Rohan. Balthus não denotou interesse nos estilos do Modernismo e Cubismo. As suas pinturas apresentavam com frequência jovens raparigas em poses eróticas e "voyeurísticas". Uma das mais conhecidas obras apresentadas na sua primeira exposição em Paris foi The Guitar Lesson (1934), que causou controvérsia devido à descrição  sexualmente explícita de uma rapariga de costas sobre as pernas da sua professora sentada, tendo esta as mãos sobre a rapariga como se estivesse a tocar guitarra: uma perto da sua vagina exposta, e a outra agarrando o seu cabelo. Outras obras importantes apresentadas na mesma exposição foram La Rue (1933), La Toilette de Cathy (1933) e Alice dans le miroir (1933).
Em 1937 casou com Antoinette de Watteville, de  família aristocrática e influente de Bern. Antoinette foi modelo do mencionado La Toilette de Cathy e de uma série de retratos. Balthus teve dois filhos desse casamento, Thaddeus e Stanislas Klossowski, que publicaram livros sobre o seu pai, incluindo as cartas trocadas pelos pais.
A sua obra foi desde cedo admirada por escritores e colegas pintores, especialmente por André Breton e Pablo Picasso. No seu círculo de amigos em Paris constavam os romancistas Pierre Jean Jouve, Antoine de Saint-Exupéry, Joseph Breitbach, Pierre Leyris, Henri Michaux, Michel Leiris e René Char, o fotógrafo Man Ray, o dramaturgo e ator Antonin Artaud, e os pintores André Derain, Joan Miró e Alberto Giacometti - este último tendo sido um dos seus amigos mais fiéis. Em 1948, outro amigo, Albert Camus, pediu-lhe para desenhar os cenários e guarda-roupa da sua peça L'État de Siège (que foi encenada por Jean-Louis Barrault). Balthus também desenhou os cenários e guarda-roupa da adaptação por Artaud de The Cenci (1935) de Percy Bysshe Shelley, de Delitto all'isola delle capre (1953) de Ugo Betti e de Júlio César de William Shakespeare (1959–1960).

### De Champrovent para Chassy
Em 1940, após a invasão da França pelas forças da Alemanha Nazi, Balthus fugiu com a sua esposa Antoinette para a Sabóia, para uma quinta em Champrovent perto de Aix-les-Bains, onde começo a trabalhar em duas importantes pinturas: Landscape near Champrovent (1942–1945) e The Living Room (1942). Em 1942 fugiu da França Nazi para a Suíça, primeiro para Berna e em 1945 para Genebra, onde ficou amigo do editor Albert Skira e do escritor e membro da Resistência Francesa André Malraux.
Balthus regressou a França em 1946 e um ano depois viajou com André Masson para o Sul de França onde encontrou figuras como Picasso e Jacques Lacan, tendo este acabado por tornar-se colecionador da sua obra. Em 1950, com Adolphe M. Cassandre, Balthus desenhou o cenário de uma produção da ópera Così fan tutte de Mozart em Aix-en-Provence. Três anos depois foi para o Chateau de Chassy no Morvan, onde finalizou as suas obras primas de grande dimensão finishing La Chambre (The Room 1952), neste caso possivelmente influenciado pelos romances do irmão Pierre Klossowski), e Le Passage du Commerce Saint-André (1954).

### Últimos anos
À medida que crescia a fama internacional com as exposições na galeria de Pierre Matisse (1938) e no Museum of Modern Art (1956) de Nova Iorque, Balthus cultivava uma imagem de mistério. Em 1964, foi para Roma onde, nomeado pelo Ministro da Cultura André Malraux, dirigiu a Academia da França em Roma, instalada na Villa Medici. Na Itália, tornou-se amigo do realizador Federico Fellini e do pintor Renato Guttuso.
Em 1967 casou com a japonesa Setsuko Ideta (com quem se encontrou no decurso de uma visita ao Japão, também decidida por Malraux) e que era trinta e cinco anos mais nova, o que acentuou o ar de mistério à sua volta. O filho Fumio, nascido em 1968, morreu dois anos mais tarde.
Em 1977, no final da missão em Roma, foi para Rossinière, na Suíça, onde residirá até à sua morte. 
Os fotógrafos e amigos Henri Cartier-Bresson e Martine Franck (esposa de Cartier-Bresson), fotografaram o pintor com a sua esposa e filha Harumi (nascida em 1973) no seu Grand Chalet em 1999.
Balthus foi um dos poucos artistas vivos a estarem representados no Louvre com a sua pintura The Children (1937) que foi adquirida à coleção privada de Pablo Picasso.

### Estilo e temas
O estilo de Balthus é fundamentalmente clássico. A sua obra apresenta numerosas influências, designadamente os textos de Emily Brontë, os textos e a fotografia de Lewis Carroll, e a pintura de Masaccio, Piero della Francesca, Simone Martini, Poussin, Jean-Étienne Liotard, Joseph Reinhardt, Géricault, Ingres, Goya, Jean-Baptiste-Camille Corot, Courbet, Edgar Degas, Félix Vallotton e Paul Cézanne. Embora a sua técnica e composições se inspirem nos pintores da pre-renascença, também existem insinuações misteriosas dos surrealistas contemporâneos como Giorgio de Chirico. Pintando a figura num tempo em que a arte figurativa era fundamentalmente ignorada, Balthus é largamente reconhecido como um importante pintor do século XX.
Muitas das suas pinturas mostram raparigas jovens num contexto erótico. Balthus insistia em que a sua obra não era erótica, mas que a mesma reconhecia os factos desconfortantes da sexualidade das crianças. Em 2013, as pinturas de raparigas adolescentes de Balthus foram descritas no New York Times como "tão sedutoras quanto inquietantes".

## Influência e legado
A obra de Balthus influenciou vários artistas contemporâneos, a exemplo de Duane Michals e Emile Chambon.
Também influenciou o realizador Jacques Rivette da Nouvelle vague, cujo filme Hurlevent (1985) foi inspirado pelos desenhos de Balthus do início dos anos 1930s: "Sendo ele visto como um pouco excêntrico e tudo isso, eu gosto muito de Balthus (...) Fiquei impressionado com o fato de Balthus simplificar enormemente as fantasias e desfazer as armadilhas das imagens (...)".
A reprodução da obra Girl at a Window (1957) surge de forma destacada no filme Domicile Conjugal (Domicílio Conjugal, 1970) de François Truffaut. As duas personagens principais, Antoine Doinel (Jean-Pierre Léaud) e a sua esposa Christine (Claude Jade), estão a discutir. Christine tira da parede um pequeno desenho de cerca de 25×25 cm e da-o ao marido, dizendo: "toma, fica o pequeno Balthus." E Antoine responde: "Ah, o pequeno Balthus. Eu ofereci-to, é teu, fica com ele".
O album The White Arcades de Harold Budd inclui uma faixa intitulada "Balthus Bemused by Color."
O livro Telegrams from the Metropole: Selected Poems 1980-1998 de Robert Dassanowsky inclui o poema "The Balthus Poem."
O romancista sul-africano Christopher Hope escreveu My Chocolate Redeemer acerca da obra de Balthus The Golden Days (1944) que é reproduzida na capa do livro.
O livro The Balthus Poems (Atheneum, 1982) de Stephen Dobyns descreve pinturas de Balthus em 32 poemas.
A sua esposa Setsuko Klossowska dirige a Fundação Balthus, estabelecida em 1998.

## Exposições
Balthus teve a sua primeira exposição na Galerie Pierre Matisse, em Paris, em 1934. Na sequência do escândalo que dela decorreu, juntamente com a mesma galeria, expôs em Nova Iorque de 1938–77, embora o artista nunca tenha visitado os EUA. A principal exposição das obras de Balthus em museus ocorreu no Museum of Modern Art em 1956. Outras exposições em museus verificaram-se no Musée des Arts Décoratifs, Paris (1966); na Tate Gallery, Londres (1968); na Bienal de Veneza (1980); no Museum of Contemporary Art, Chicago (1980); no Musée Cantonal des beaux-arts, Lausanne (1993); no Musée d'Art Moderne, Paris (1984, que foi depois apresentada no Metropolitan Museum, Kyoto); no Metropolitan Museum of Art, New York (1984); e no Palazzo Grassi, Veneza (2001).
A exposição "Balthus: Cats and Girls: Paintings and Provocations", no Metropolitan Museum of Art (25 de Setembro de 2013 – 12 de Janeiro de 2014) foi a primeira mostra genérica da obra do artista em museus dos EUA em 30 anos. Uma importante retrospetiva orientada pela esposa do artista, Ireta Setsuko, teve lugar em 2014 no Tokyo Metropolitan Art Museum.

## Filmes sobre Balthus
- Damian Pettigrew, Balthus Through the Looking Glass (72', Super 16, TV PLANETE/CNC/PROCIREP, 1996). Documentário sobre e com Balthus filmado a trabalhar no seu estúdio e em conversa no seu chalet de Rossinière tendo sido filmado ao longo de 12 meses na Suíça, Itália, França e Inglaterra.

### Leituras adicionais
- David Bowie, "The Last Legendary Painter", Modern Painters, Outono 1994, pp. 14–33.